# ليزلي ستورم
ليزلي ستورم (بالإنجليزية: Lesley Storm)‏ (1898 في المملكة المتحدة - 1975)؛ روائية بريطانية.

## روابط خارجية
- ليزلي ستورم على موقع IMDb (الإنجليزية)
- ليزلي ستورم على موقع قاعدة بيانات برودواي على الإنترنت (الإنجليزية)
- ليزلي ستورم على موقع قاعدة بيانات الفيلم (الإنجليزية)